# Johann Baptist Reus

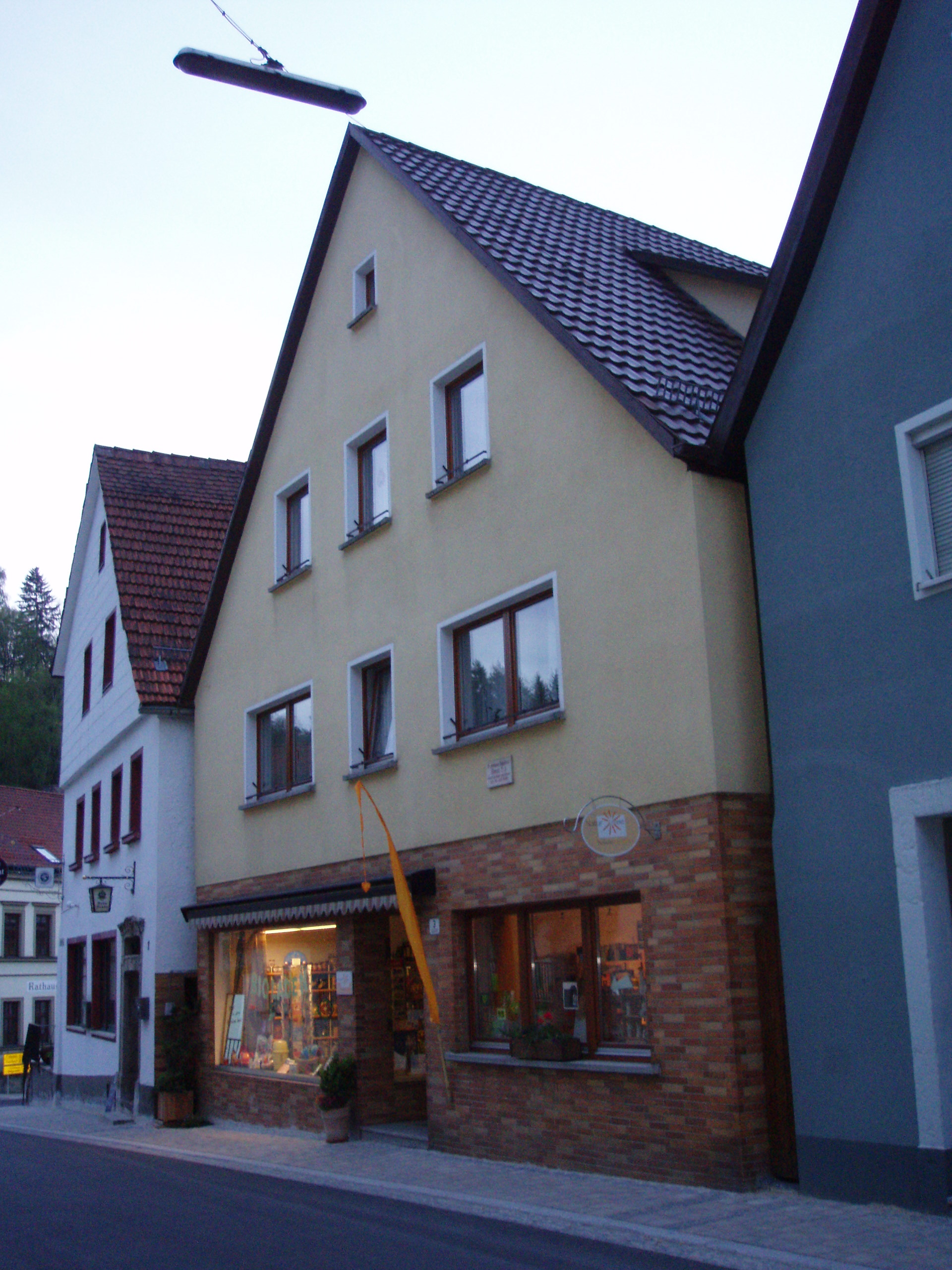
Reus-Geburtshaus, Pottenstein

Johann Baptist Reus SJ (Portugiesisch João Batista Reus) (* 10. Juli 1868 in Pottenstein, Deutschland; † 21. Juli 1947 in São Leopoldo, Brasilien) war ein deutscher Jesuit, Missionar und Mystiker von herausragender Bedeutung in der Herz-Jesu-Frömmigkeit und -Theologie. Im Rahmen des Seligsprechungsprozesses wurde er zum ehrwürdigen Diener Gottes erhoben.

## Leben

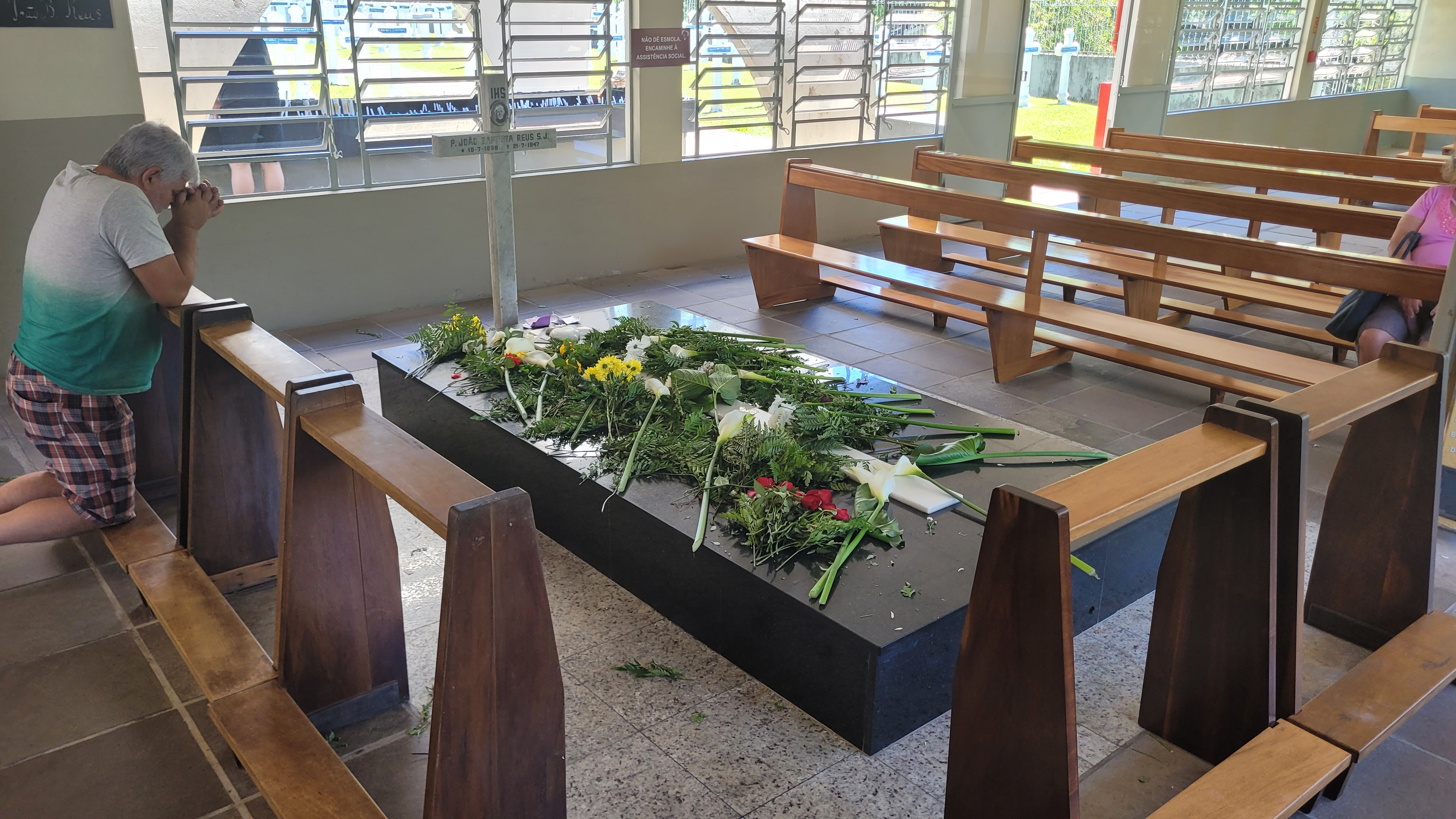
Grabstätte in São Leopoldo

Johann Baptist Reus trat in das Bamberger Seminar ein, wurde am 16. April 1892 zum Diakon geweiht und empfing die Priesterweihe am 30. Juli 1893. Am 16. Oktober 1894 trat er in Blyenbeck in den Niederlanden in das Noviziat der Jesuiten ein. Von 1896 bis 1899 studierte er Philosophie und Theologie im Ignatiuskolleg in Valkenburg. Nach Abschluss des Noviziats wurde er in die Mission entsandt. Zusammen mit vier weiteren Jesuiten kam er am 15. September 1900 nach Brasilien, wo er die ersten Jahre meist in Porto Alegre seinen Dienst verrichtete. 
1913 wurde er Pfarrer in Sao Leopoldo und im Jahr darauf Spiritual des dortigen Seminars. Von 1917 bis 1944 unterrichtete er im kleinen und im großen Priesterseminar Religion, Geographie, Französisch und Liturgie. Ab 1912 hatte er mystische Erfahrungen, wie Visionen und Stigmata, über die er Aufzeichnungen im Tagebuch und in seiner Selbstbiographie machte. Außerdem schrieb er etliche Bücher für seine erzieherische Arbeit am Seminar.
Reus starb nach langer Krankheit am 21. Juli 1947. Er liegt im Herz-Jesu Heiligtum von Sao Leopoldo begraben. Johann Baptist Reus ist in Brasilien äußerst bekannt.

## Seligsprechungsprozess
Der Seligsprechungsprozess für Johann Baptist Reuss begann 1958. Reuss wurde der sogenannten heroischen Tugendgrad zugesprochen, eine Vorstufe zur Seligsprechung. Aktueller Postulator ist Pascual Cebollada Silvestre. Unterstützt wird der Seligsprechungsprozess durch das in São Leopoldo ansässige Santuário Sagrado Coração do Jesus.